# Jax Jones
Jax Jones é um multi-instrumentista, DJ produtor e compositor que assinou contrato com a gravadora de Duke Dumont. Ele coproduziu a canção "I Got U" com Dumont, que alcançou o primeiro lugar nas paradas do Reino Unido.

## Discografia

### Álbuns de estúdio
| Título             | Detalhe do álbum                                                                                     |
| ------------------ | --- |
| Snacks (Supersize) | - Lançamento: 6 de setembro de 2019 - Gravadora: Polydor, Universal - Formatos: CD, digital download |

### Extended plays
| Título      | Detalhe do álbum                                                                        |
| ----------- | --------------------------------------------------------------------------------------- |
| Snacks - EP | - Lançamento: 12 de outubro de 2018 - Gravadora: Universal - Formatos: Digital download |

## Singles

### Como artista principal
| Título                                                                                        | Ano  | Posições em paradas músicais | Posições em paradas músicais | Posições em paradas músicais | Posições em paradas músicais | Posições em paradas músicais | Posições em paradas músicais | Posições em paradas músicais | Posições em paradas músicais | Posições em paradas músicais | Certificações                                                                       | Álbum              |
| Título                                                                                        | Ano  | UK                           | AUS                          | AUT                          | BEL                          | FRA                          | ALE                          | HOL                          | SUE                          | SUI                          | Certificações                                                                       | Álbum              |
| --------------------------------------------------------------------------------------------- | ---- | ---------------------------- | ---------------------------- | ---------------------------- | ---------------------------- | ---------------------------- | ---------------------------- | ---------------------------- | ---------------------------- | ---------------------------- | ----------------------------------------------------------------------------------- | ------------------ |
| "House Work" (featuring Mike Dunn and MNEK)                                                   | 2016 | 85                           | —                            | —                            | —                            | —                            | —                            | —                            | —                            | —                            | - BPI: Prata                                                                        | Snacks (Supersize) |
| "You Don't Know Me" (featuring RAYE)                                                          | 2016 | 3                            | 12                           | 7                            | 2                            | 2                            | 3                            | 9                            | 6                            | 5                            | - BPI: 2× Platina - ARIA: 2× Platina - BEA: 2× Platina - BVMI: Platina - RIAA: Ouro | Snacks (Supersize) |
| "Instruction" (featuring Demi Lovato and Stefflon Don)                                        | 2017 | 13                           | —                            | 66                           | 37                           | 184                          | 31                           | 50                           | 94                           | —                            | - BPI: Platina - BVMI: Ouro                                                         | Snacks (Supersize) |
| "Breathe" (featuring Ina Wroldsen)                                                            | 2017 | 7                            | —                            | 14                           | 14                           | 81                           | 15                           | 51                           | —                            | 13                           | - BPI: Platina - BEA: Ouro - BVMI: Ouro                                             | Snacks (Supersize) |
| "Ring Ring" (featuring Mabel and Rich the Kid)                                                | 2018 | 12                           | —                            | —                            | 14                           | —                            | —                            | —                            | —                            | —                            | - BPI: Ouro                                                                         | Snacks (Supersize) |
| "Play" (with Years & Years)                                                                   | 2018 | 8                            | —                            | —                            | 13                           | —                            | —                            | —                            | —                            | —                            | - BPI: Ouro                                                                         | Snacks (Supersize) |
| "Harder" (with Bebe Rexha)                                                                    | 2019 | 23                           | —                            | —                            | 39                           | —                            | —                            | —                            | 64                           | —                            | - BPI: Prata                                                                        | Snacks (Supersize) |
| "Jacques" (with Tove Lo)                                                                      | 2019 | 67                           | —                            | —                            | —                            | —                            | —                            | —                            | 61                           | —                            |                                                                                     | Snacks (Supersize) |
| "This Is Real" (featuring Ella Henderson)                                                     | 2019 | 9                            | —                            | —                            | —                            | —                            | —                            | —                            | —                            | —                            | - BPI: Platina                                                                      | Snacks (Supersize) |
| "i miss u" (with Au/Ra)                                                                       | 2020 | 25                           | —                            | —                            | 35                           | —                            | 88                           | —                            | —                            | —                            | - BPI: Prata                                                                        | Non-album singles  |
| "Out Out" (with Joel Corry featuring Charli XCX and Saweetie)                                 | 2021 | 6                            | 31                           | 35                           | —                            | 109                          | 20                           | 20                           | 88                           | 32                           | - BPI: Ouro - ARIA: Ouro - MC: Ouro                                                 | Non-album singles  |
| "Where Did You Go?" (featuring MNEK)                                                          | 2022 | 7                            | 40                           | 50                           | 7                            | 79                           | 28                           | 20                           | —                            | 48                           | - BPI: Platina - ARIA: Ouro                                                         | Non-album singles  |
| "Good Luck" (with Mabel and Galantis)                                                         | 2022 | 45                           | —                            | —                            | —                            | —                            | —                            | —                            | —                            | —                            |                                                                                     | Non-album singles  |
| "Whistle" (featuring Calum Scott)                                                             | 2023 | 14                           | —                            | 59                           | 25                           | —                            | 59                           | 32                           | —                            | —                            | - BPI: Ouro                                                                         | Non-album singles  |
| "Won't Forget You" (with D.O.D. and Ina Wroldsen)                                             | 2023 | 28                           | —                            | —                            | —                            | —                            | —                            | —                            | —                            | —                            |                                                                                     | Non-album singles  |
| "Never Be Lonely" (with Zoe Wees)                                                             | 2024 | 41                           | —                            | —                            | —                            | —                            | 44                           | —                            | —                            | —                            |                                                                                     | Non-album singles  |
| "—" indica que a gravação não foi incluída nas paradas ou não foi distribuída naquela região. |      |                              |                              |                              |                              |                              |                              |                              |                              |                              |                                                                                     |                    |

### Como artista convidado
| Título                                                                                        | Ano  | Posições em paradas músicais | Posições em paradas músicais | Posições em paradas músicais | Posições em paradas músicais | Posições em paradas músicais | Posições em paradas músicais | Posições em paradas músicais | Posições em paradas músicais | Certificações                               | Álbum            |
| Título                                                                                        | Ano  | UK                           | AUS                          | AUT                          | BEL                          | FRA                          | ALE                          | HOL                          | SUI                          | Certificações                               | Álbum            |
| --------------------------------------------------------------------------------------------- | ---- | ---------------------------- | ---------------------------- | ---------------------------- | ---------------------------- | ---------------------------- | ---------------------------- | ---------------------------- | ---------------------------- | ------------------------------------------- | ---------------- |
| "I Got U" (Duke Dumont featuring Jax Jones)                                                   | 2014 | 1                            | 17                           | 19                           | 14                           | 35                           | 22                           | 47                           | 23                           | - BPI: Platina - ARIA: Platina - BVMI: Ouro | Non-album single |
| "—" indica que a gravação não foi incluída nas paradas ou não foi distribuída naquela região. |      |                              |                              |                              |                              |                              |                              |                              |                              |                                             |                  |

### Créditos de produção e composição
| Título                                  | Ano  | Artista(s)    | Álbum                         | Créditos              |
| --------------------------------------- | ---- | ------------- | ----------------------------- | --------------------- |
| "Dumb"                                  | 2013 | Tich          | What I'm Meant to Say         | Cocompositor produtor |
| "Can We Dance"                          | 2013 | The Vamps     | Meet the Vamps                | Cocompositor          |
| "Won't Look Back"                       | 2014 | Duke Dumont   | EP1                           | Cocompositor produtor |
| "Ocean Drive"                           | 2015 | Duke Dumont   | Blasé Boys Club Part 1        | Co-compositor         |
| "The Valley"                            | 2016 | Clare Maguire | Stranger Things Have Happened | Co-compositor         |
| "Text from Your Ex" (featuring Tinashe) | 2017 | Tinie Tempah  | Youth                         | Cocompositor produtor |

### Remixes
| Título                                            | Ano  | Artista(s)     |
| ------------------------------------------------- | ---- | -------------- |
| "Won't Look Back"                                 | 2014 | Duke Dumont    |
| "If You Wait"                                     | 2014 | London Grammar |
| "Ready for the Good Life"                         | 2014 | Paloma Faith   |
| "Talking Body"                                    | 2015 | Tove Lo        |
| "Shine"                                           | 2015 | Years & Years  |
| "Impossible"                                      | 2015 | Lion Babe      |
| "On My Mind"                                      | 2015 | Ellie Goulding |
| "WTF (Where They From)"                           | 2016 | Missy Elliott  |
| "House Work" (Carnival VIP)                       | 2016 | Jax Jones      |
| "After the Afterparty"                            | 2016 | Charli XCX     |
| "Say A Prayer" (featuring Chaka Khan and Popcaan) | 2017 | TIEKS          |